# Lex Immers
Lex Immers (L'Aia, 8 giugno 1986) è un ex calciatore olandese, di ruolo centrocampista.

## Carriera
Cresciuto ed esploso all'ADO Den Haag, nell'estate del 2012, dopo 149 presenze e 28 gol di campionato, viene venduto al Feyenoord Rotterdam per 800.000 euro.

## Palmarès

### Club

#### Competizioni nazionali
- Coppa dei Paesi Bassi: 1

Feyenoord: 2015-2016